# Rolando Rigamonti
Rolando Rigamonti (Milano, 15 gennaio 1909 – Roma, 1º dicembre 2008) è stato un chimico italiano.

## Biografia
Professore ordinario di Chimica Industriale presso il Politecnico di Torino, poi emerito, è stato Preside della Facoltà di Ingegneria e poi Rettore presso lo stesso Ateneo dal 1970 al 1981.
Accademico dell'Accademia delle Scienze di Torino dal 1951.

## Riconoscimenti
- 1972: Medaglia d'oro "Stefano Fachini"[2]